# Sphaerioeme rubristerna
Sphaerioeme rubristerna là một loài bọ cánh cứng trong họ Cerambycidae.